# Ricard Opisso i Sala
Ricard Opisso i Sala   (Tarragona, 20 de novembre de 1880 - Barcelona, 21 de maig de 1966) fou un dibuixant i caricaturista català considerat com un dels millors cronistes gràfics de la societat barcelonina del seu temps. Des de molt jove va ser membre del Cercle Artístic de Sant Lluc i del grup dels Quatre Gats.
Opisso va significar-se com a testimoni gràfic de la vida a la ciutat de Barcelona, sabent aplegar i sintetitzar les transformacions i contradiccions de la societat catalana, així com les convulsions socials i polítiques de l'època, amb un tarannà molt personal tot utilitzant la sàtira com a estri de treball. Especialista a dibuixar les multituds, captant el sentit dels esdeveniments més importants de totes les classes socials, i construint unes cròniques d'un llenguatge sensible traçat amb humanitat i amb l'objectiu de cercar el veritable esperit de l'expressió popular.

## Biografia
Ricard Opisso creix en un entorn familiar il·lustrat, literari i periodístic per part paterna i artístic per la materna.
El seu avi patern, Josep Opisso i Roig (1820 -1886) va ser director del Diari de Tarragona i posteriorment va fundar El Tarraconense. Tenia, a més, certes dots per a la poesia i l'any 1865 va escriure el poema Himno al general Prim, dedicada al general Joan Prim. Es va casar amb Antònia Viñas, filla d'un guerriller de Montblanc conegut com a Cintet del Fonoll, i van tenir tres fills: Alfred, Antònia i Antoni.
Alfred Opisso i Viñas (1847 - 1924), pare del dibuixant, malgrat haver estudiat la carrera de medicina es va dedicar professionalment al periodisme i va ser un reconegut historiador i crític d'art.
La seva tia, Antònia Opisso i Viñas (1855 - ?), religiosa ursulina, va escriure novel·les i contes, i el seu oncle Antoni emigrà a les Filipines, on es va dedicar al periodisme polític.
Quant a la branca artística materna, el seu besavi Pere Pau Montaña (1749 - 1803) va ser el primer director de l'Escola de Belles Arts i Oficis de Barcelona i un pintor reconegut en el seu temps. Algunes de les seves pintures es troben, actualment, al palau del Govern Civil de Barcelona, a Mataró i a Sant Cugat.
El seu avi va ser el fabulista Felip Jacint Sala (1819-1895) i el seu oncle el pintor costumista Emili Sala i Francès (1850-1910).
La seva germana, Regina Opisso i Sala, va formar-se en el camp de la literatura, fou escriptora i articulista, activitat a la qual també es dedicaria el seu fill, Artur Llorens i Opisso (1909 - 1968), conegut pel seu pseudònim, Artur Llopis.
Ricard Opisso es va casar amb Consol Cardona i Lladós (1883-1966), germana del pintor Joan Cardona, i com a fruit del matrimoni van tenir el fill Alfred Opisso i Cardona (1907-1980), també dibuixant i pintor que, malgrat haver deixat una obra de gran valor, no va obtenir el reconeixement que tingué el seu pare.
Va començar a dibuixar des de molt menut; era tal el seu interès i dedicació que per aquest motiu els estudis mai van aconseguir atreure la seva atenció. El seu pare, en assabentar-se de la seva inclinació artística i el seu escàs interès pels estudis, intenta encaminar-lo amb una tasca més convenient a la seva predisposició artística i el matricula a la Llotja, però així i tot no aconsegueix controlar el seu esperit inquiet. El jove Ricard assistirà a una sola classe i després abandonarà la institució. Preocupat per la seva escassa disciplina als estudis, Opisso pare s'apropa a Antoni Gaudí (1852 - 1926) fent que accepti el seu fill com a aprenent a les obres de la Sagrada Familia, on començarà als 12 anys, fet que s'esdevindrà al voltant del 1892. Al cap de poc, l'arquitecte adverteix la seva inclinació artística i les seves aptituds per al dibuix, i li comença a encomanar tasques de delineant i dibuixant.
El 1896 Gaudí intenta canalitzar l'aprenentatge del jove Opisso i l'encoratja perquè ingressi al Cercle Artístic de Sant Lluc, del qual Antoni Gaudí era soci fundador. És en aquesta entitat, representant del Modernisme "seriós", on assistirà a tallers de dibuix i es relacionarà amb personalitats com els germans Joan Llimona i Josep Llimona, Alexandre de Riquer, Antoni Trujillo i Dionís Baixeras.
Posteriorment, amb només vint anys, participarà, junt amb els seus companys, en una exposició col·lectiva organitzada per la institució en la Sala Parés de Barcelona. Aquesta primera exposició en què participà el precoç artista es realitza l'abril de 1900 sota el títol Exposició d'Art Íntim i el jove dibuixant destaca fins al punt que el crític d'art Raimon Casellas comentarà el següent:
| « | veyém com l'Opisso va seguint ab notable desembràs el viarany de las crudeltats realistas, iniciadas entre nosaltres per en Nonell y en Canals». | » |

Miquel Utrillo, redactor de la revista Pèl & Ploma, també publica una lloança d'Opisso posant en relleu la seva capacitat de:
| « | donar caràcter personal a uns dibuixos moderns, sense copiar factures de joves artistes ja coneguts. | » |

.
Un any després, la revista publicarà el dibuix presentat a l'exposició, titulat Los Caballitos.
El jove Opisso va ser un artista de formació autodidacta i gran admirador de Henri de Toulouse-Lautrec (1864 - 1901) i de Théophile Alexandre Steinlen (1859 -1923), va estar immers dins del moviment modernista i les avantguardes de principis del segle xx. Entre 1901 i 1903 viatja a Paris i es posa en contacte amb l'avantguarda artística del moment. L'any 1906 publica a prestigioses revistes franceses com: Le Rire, Ruy Blas, entre d'altres. Producte d'aquesta experiència parisenca realitza els següents dibuixos: Al Cafè, Interior d'un Cafè, Dues senyores i un cavaller asseguts a la terrassa d'un Cafè, Tipus de cabaret i Gent de Paris.
Cal destacar que Opisso va ser un dels il·lustradors, humoristes i caricaturistes satírics més importants de començaments del segle xx. La seva activitat artística es consolidarà durant la dècada dels 40 i 50, publicant dibuixos en reconegudes revistes catalanes, i com s'ha esmentat abans, també en revistes franceses. Al llarg de la seva carrera professional il·lustrarà, a més de temes costumistes i polítics, contes infantils i col·leccions de cromos. De manera paral·lela s'interessarà per la sicalipsi
(dibuixos de temàtica eròtica), àmbit en què es donarà a conèixer amb el pseudònim Bigre
Durant la postguerra, l'obra pictòrica d'Opisso va triomfar a les galeries de Barcelona. L'any 1942 va obtenir el diploma d'honor en la categoria de dibuix de l'Exposición Nacional de Bellas Artes de Barcelona, amb l'obra Los pintores. Arribarà a la seva plenitud artística i recollirà els fruits de la seva feina a partir dels 56 anys. L'any 1953 rebrà finalment un merescut homenatge a la seva Tarragona natal a la IV Fira d'Art de Tarragona, tant per la seva qualitat plàstica com per la importància sociològica dels seus dibuixos. El 1965, Edicions Mart publica l'Àlbum Opisso amb els millors dibuixos de la seva carrera artística.
L'obra de Ricard Opisso és, dins del col·leccionisme d'aquesta especialitat, una de les més cotitzades.

## Quatre Gats
La cerveseria Els Quatre Gats va ser un important nucli cultural i artístic del Modernisme català en el que se celebraven tota mena de reunions, activitats artístiques i exposicions col·lectives e individuals.
De la mateixa manera que Gaudí l'introdueix al cercle d'artistes de Sant Lluc, Miquel Utrillo, el submergeix a la tertúlia modernista dels Quatre Gats. Aquest contacte amb les personalitats més importants del moment va ser una experiència transcendental per a la formació del jove artista.

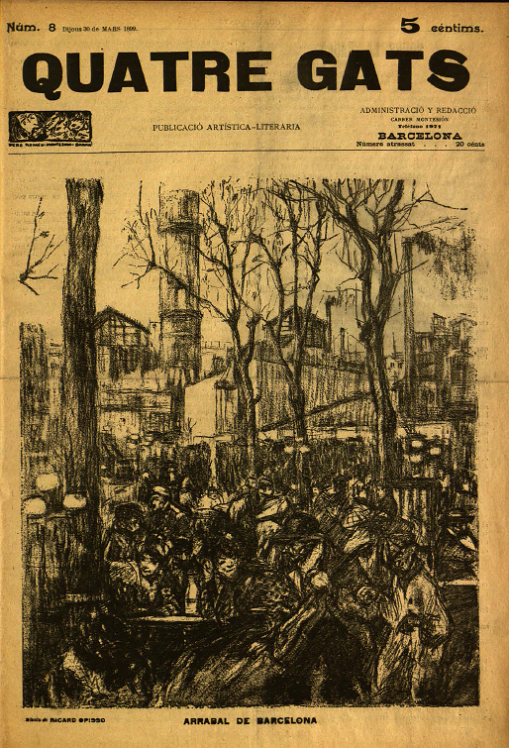
Revista Quatre Gats. Març 1899

L'ambient d'aquest cèlebre establiment va ser retratat gràficament i literària per Opisso, a la dècada dels 30, i són molt coneguts els retrats al carbó dels artistes que havia conegut en aquestes tertúlies, Pere Romeu, Pablo Picasso, Ramon Casas, Santiago Rusiñol, Joaquim Mir i Isidre Nonell. Amb Joaquim Renart, organitza una exposició l'any 1936 sota el títol d'Exposició de dibuixos de Ricard Opisso: retrats de concurrents de l'època dels Quatre Gats, obtenint un gran èxit artístic i econòmic.

## Obra i importància d'Opisso
L'escultor Xavier Llobet Hewitson ha sabut sintetitzar en una frase la figura del benjamí dels Quatre Gats:
| « | Opisso, el dibuixant, pintor, conferenciant i escriptor ha estat l'home que ha tingut més contacte directe amb tot l'ambient dels artistes i homes representarius de toda una època... i ha encaixat plenament dins l'ambient bohemi i simpàtic, creador del Modernisme amb totes les seves manifestacions múltiples ... ha estat la representació genuïna d'aqueste tot... | » |

Opisso ens ha deixat un fidel testimoni gràfic de tota una època de la vida catalana, gràcies a la seva gran sensibilitat i capacitat artística. Sabent recollir l'esperit de la seva gent es va convertir en fidel notari dels costums dels barcelonins i fou un fotògraf i un periodista itinerant que componia cròniques dibuixades.
Va ser un caricaturista amb gran i enginyós sentit de d'humor, un dibuixant de fets ciutadans multitudinaris que, amb el seu talent humorístic original, fresc, imaginatiu i freqüentment incisiu, va saber recollir i sintetitzar a les seves il·lustracions, dibuixos i caricatures, les transformacions i contradiccions que s'experimentaven en una ciutat que apostava per la modernitat i a poc a poc, s'anava tenyint d'un cosmopolitisme vibrant.
Els dibuixos de la seva primera època, amb un caràcter de crítica social, semblen mostrar una certa influència d'Isidre Nonell. El retrat dels sectors més desfavorits de la societat serà una temàtica que tractarà en diverses etapes de la seva activitat artística, reflectint la societat en que vivia : siluetes i multituds populars plenes d'humanitat, els costums de les famílies burgeses i obreres, els homes rics i els humils.
Expressarà i descriurà gràficament les convulsions socials i polítiques al llarg de tota la seva activitat professional. I com afirma Ramon Balius i Juli:
| « | ...l'obra d'Opisso és font d'informació gràfica obligada per tot aquell que vulgui conèixer la història i costums de la Barcelona de les quatre primeres dècades de l'actual segle, anys d'importants esdeveniments polítics, socials, culturals i també esportius» | » |

Els arguments tractats pel dibuixant són d'una gran varietat, un d'ells va ser el tema de l'esport, on aconsegueix captar el comportament del públic, de la "multitud" reunida, davant d'un espectacle com els partits de futbol, la boxa, la natació i les carreres de cavalls i les automobilístiques.
La seva obra anirà transformant-se en un: 
| « | document més sociològic que artístic», «a nivell popular va arribar a ser un dels millors caritcaturistes de costums de la seva època, subtil captador de l'expressió del poble» | » |

A partir del 23 de setembre de 1923, una vegada establerta la dictadura de Miguel Primo de Rivera, Opisso abandona la sàtira política i els seus dibuixos s'acosten a la temàtica costumista, especialitzant-se en escenes populars. Les seves produccions artístiques d'aquesta època es caracteritzen per presentar multituds en escenaris populars barcelonins.
Participarà en la proclamació de la República deixant una constància gràfica d'aquest succés històric, fent palesa en els seus dibuixos la problemàtica social i els actes violents comesos contra la societat.
Durant la Guerra Civil espanyola (1936 - 1939), la Generalitat de Catalunya li va encarregar l'obra Ciutadà: Què has de fer davant la guerra aèria. Opisso, sensible al gran drama que va significar aquest esdeveniment, va poder retratar en profunditat la desolació de la gent, les seves obres aconseguiren una prominència a un nivell quasi goyesc. Realitzarà uns dibuixos de l'èxode dels refugiats que es dirigeixen a la frontera amb França després de la derrota republicana a la batalla de l'Ebre (25 de juliol al 15 de novembre de 1938).
En el període de la postguerra, l'obra pictòrica d'Opisso va triomfar a les galeries de Barcelona. El 1950 comença a col·laborar amb el Diario de Barcelona (1792).

## Il·lustracions

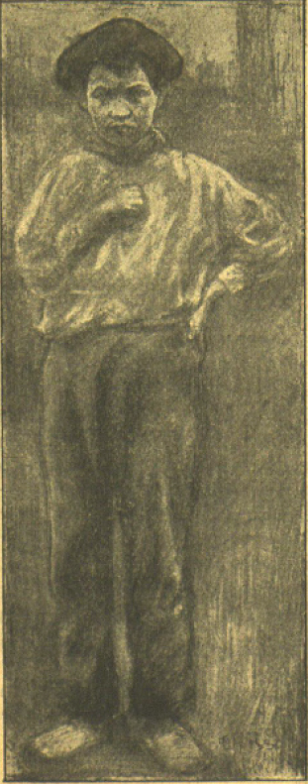
Revista Luz. Novembre 1898

El primer dibuix d'Opisso es publica al número 4 de la revista modernista Luz (primera setmana de novembre, 1898), il·lustrant un article de Camilo Bargiela titulat Elegía. Aquest dibuix ens presenta un jove aprenent de la Sagrada Família que si bé no es correspon amb el tema del text, va ser inclòs amb l'objectiu d'aconseguir un cert efecte estètic.
El segon dibuix serà portada del número 8 de la revista dels Quatre Gats el 30 de març de 1899. El jove Opisso només tenia 18 anys i ja es podia pressentir el que més tard serien les seves Multituds. Amb aquesta publicació a la primera pàgina de l'esmentada revista podem inferir que la condició artística d'Opisso era molt valorada, perquè altres grans artistes de l'època que coincidien a la famosa taverna barcelonina, regentada per Pere Romeu, havien publicat a les portades d”aquesta revista.
El dibuix de la portada il·lustra El Raval de Barcelona amb una escena que suggereix un ball popular a l'aire lliure. Aquí veiem com des dels inicis, Opisso comença a interessar-se per deixar retratada fidelment la Barcelona del moment. Aquest interès per materialitzar a les seves il·lustracions la realitat del carrer, que com afirma Teresa M. Sala corresponia a la tendència regeneracionista del Primer Modernisme, els anomenats de l'ala negra, responia a una:
| « | preocupació plàstica i ideològica per la temàtica marginal, la societat caiguda i decadent, amb les imatges dels miserables, dels suburbis. | » |

Resumint, Opisso tenia la intenció de submergir-se en la pobresa, representant gràficament escenes del "paisatge humà" dels barris obrers de Barcelona.
A la recent exposició El Parel·lel. 1894 - 1939 organitzada al CCCB de Barcelona es confirma la significació de l'obra d'Opisso com a document testimonial de les condicions dels més desfavorits de la societat barcelonina de finals del XIX i principis del XX. Per a reflectir aquestes realitats marginals, l'esmentada exposició ha inclòs les següents obres: Una dona pobra, Dona amb nens demanant almoina i bevedor de cervesa.
Ricard Opisso col·laborarà a les revistes il·lustrades de Barcelona, tals com: les esmentades anteriorment, Luz, Pèl & Ploma i Quatre Gats, a més de Joventut, Cu-Cut!, Garba, L'Esquella de la Torratxa, La Campana de Gràcia, i La Piula, entre d'altres. Il·lustrarà contes i revistes infantils com Patufet, Virolet, TBO, La Mainada, Pocholo i alhora participarà en publicacions humorístiques i de temàtica eròtica com ara Papitu, KDT, Pakitu, Eva i El Caloyo.

### Les Multituds
El 1906 va il·lustrar el llibre Les Multituds de Raimon Casellas. i més endavant també ho faria amb obres d'altres escriptors com Pere Aldabert, Valerià Serra i Boldú i Francisco Oliva.
Cap als anys vint, inclou en la seva producció artística, un acudit gràfic molt personal amb el que assoleix el cim de la seva popularitat: les conegudes "Multituds", normalment dibuixos a doble pàgina amb una gran varietat de personatges. Podem trobar precedents d'aquests populars dibuixos publicats al seminari Cu-Cut! i a L'Esquella de la Torraxta.

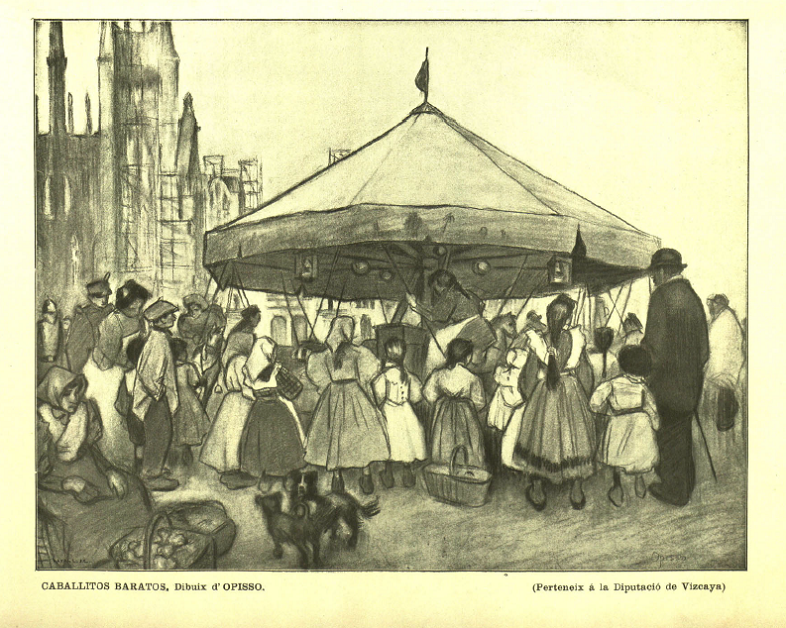
Revista Pèl i Ploma. Febrer 1901

Foren unes composicions multitudinàries:
| « | de tema polític, social, municipal i de costums que oferien panoràmiques completes i vitals de Barcelona que van des de la Primera Guerra Mundial a la Guerra Civil Española. | » |

Opisso va representar, de manera autèntica, les activitats i entorns d'actualitat que veia als carrers i es va a convertir en:
| « | fidel i expressiu mirall del món popular català». | » |

En aquestes il·lustracions va eixamplar un costumisme anecdòtic amb escenes complexes on hi ha:
| « | una multiplicitat d'escenes en un sol ambient, diversos grups de gent, en reunió, en accions diferents, gent en conversa, tot un món de relacions. | » |

### Col·laboracions en revistes
| Data      | Nom revista               | Línia editorial                              | Població  |
| --------- | ------------------------- | -------------------------------------------- | --------- |
| 1898      | Luz                       | Portaveu del Modernisme                      | Barcelona |
| 1899      | Quatre Gats               | Revista artístic-literària                   | Barcelona |
| 1899-1903 | Pèl i Ploma               | Setmanari Artístic                           | Barcelona |
| 1900-1906 | Joventut                  | Literatura, Art i Ciències                   | Barcelona |
| 1903-1912 | Cu-Cut!                   | Lliga Regionalista - Humor                   | Barcelona |
| 1908      | La Campana de Gràcia      | Republicanisme Català d'Esquerres            | Barcelona |
| 1908-1937 | Papitu                    | Política i Cultura Catalanista i d'Esquerres | Barcelona |
| 1912-1934 | L'Esquella de la Torratxa | Republicanisme Català d'Esquerres            | Barcelona |
| 1916      | La Piula                  | Lliga Regionalista - Humor                   | Barcelona |
| 1922-1936 | Xut!                      | Periòdic Esportiu d'Humor                    | Barcelona |
| 1929-1938 | Mirador                   | Literatura, Art i Política                   | Barcelona |

### Publicacions com Opisso i Bigre
Dades extretes de Tebeosfera. Revista web d'Historietes.
| Signatura | Opisso                 | Signatura | Bigre            |
| Data      | Nom publicació         | Data      | Nom publicació   |
| --------- | ---------------------- | --------- | ---------------- |
| 1904      | En Patufet             | 1908      | Papitu           |
| 1914      | L'Hereu                | 1909      | KDT              |
| 1915      | Dominguin              | 1919      | Eva              |
| 1917-1954 | TBO                    | 1921      | El Caloyo        |
| 1921      | BB                     | 1922      | Biblioteca Venus |
| 1921-1923 | La Mainada             | 1922-1923 | Flirt            |
| 1923      | Color                  | 1923      | Papitu           |
| 1925      | Cholito                | 1931      | Guindilla        |
| 1928      | Floreal                |           |                  |
| 1930      | Xut!                   |           |                  |
| 1939      | Pocholo                |           |                  |
| 1949      | Chiquitito             |           |                  |
| 1953      | Tururut                |           |                  |
| 1956      | Els Infants            |           |                  |
| 1960      | Cuentos de la Abuelita |           |                  |
| 1965      | El Arte a la pata coja |           |                  |

## Museu Opisso
A l'Hotel Astoria de Barcelona es mostra de forma permanent des de finals de 2007 en la seva planta baixa (sala de recepció i cafeteria) una col·lecció de més de 200 il·lustracions d'Opisso. Els dibuixos i cartells procedeixen de la col·lecció privada de Jordi Clos, president de la cadena propietària de l'hotel (Derby Hotels).

## Exposicions
| Data                     | Títol                                                               | Lloc                  | Població             |
| ------------------------ | ------------------------------------------------------------------- | --------------------- | -------------------- |
| 1900                     | Art Íntim                                                           | Sala Parés            | Barcelona            |
| 1902                     | Exposició                                                           | Sala Parés            | Barcelona            |
| 1926                     | Exposició d'en Ricard Opisso                                        | Sala Parés            | Barcelona            |
| 1928                     | Exposició                                                           | Galeria Maragall      | Barcelona            |
| 1929                     | Exposició                                                           | Sala Parés            | Barcelona            |
| 1930                     | Barcelona vista per l'Opisso                                        | Sala Parés            | Barcelona            |
| 1932                     | I Saló d'Artistes Independents                                      | Sala Parés            | Barcelona            |
| 1933                     | I Saló d'Artistes Independents                                      | Sala Parés            | Barcelona            |
| 1934                     | Exposició                                                           | Saló de Primavera     | Barcelona            |
| 1935                     | Mostra d'Opisso                                                     | Galeries Syra         | Barcelona            |
| 1935                     | Ricard Opisso:tinc el gust d'invitar-lo...                          | Sala Renart           | Barcelona            |
| 1936                     | Ricard Opisso: retrats dels concurrents als Quatre Gats             | Sala Renart           | Barcelona            |
| 1939                     | Exposició                                                           | Sala Gaspar           | Barcelona            |
| 1939                     | Exposició                                                           | Pinacoteca            | Barcelona            |
| 1941                     | Exposició                                                           | Libreria Mediterrànea | Barcelona            |
| 1942                     | Exposició                                                           | Teatre Urquinaona     | Barcelona            |
| 1943                     | Exposició                                                           | Centre Els Blaus      | Barcelona            |
| 1944 a 1946              | Exposició                                                           | Sala Rovira           | Barcelona            |
| 1951                     | Mostra d'Opisso                                                     | Casa del Llibre       | Barcelona            |
| 1953                     | IV Fira D'Art                                                       | Fira d'Art            | Tarragona            |
| 1953 a 1954              | Primer Saló dels Quatre Gats                                        | Sala Parés            | Barcelona            |
| 1956                     | Exposició                                                           | Casa del Llibre       | Barcelona            |
| 1965                     | Exposició                                                           | Sala Renart           | Barcelona            |
| 1973                     | Homenaje a Opisso y Exposición Internacional de Carteles Deportivos | Saló Nàutic           | Barcelona            |
| 1979                     | Ricard Opisso (1880-1966)                                           | Saló del Tinell       | Barcelona            |
| 1980                     | Opisso (1880-1966)                                                  | Palau de la Virreina  | Barcelona            |
| 1988                     | Opisso                                                              | Fundació La Caixa     | Barcelona            |
| 1990                     | Ricard Opisso                                                       | Art Petritxol         | Barcelona            |
| 2003                     | Opisso-Cornet                                                       | Petritxol Ocho        | Barcelona            |
| 2003                     | Opisso                                                              | Caixa Tarragona       | Tarragona            |
| 2004                     | Ricard Opisso, dibuixant de Catalunya (Col·lecció Samaranch)        | Fundació La Caixa     | Santa Cristina d'Aro |
| 2008                     | 50 dibuixos de Ricard Opisso (Col·lecció Samaranch)                 | Fundació La Caixa     | Castell d'Aro        |
| 2007 Exposició Permanent | Exposició Col·lecció Jordi Clos                                     | Hotel Astoria         | Barcelona            |
| 2016                     | Exposició Cinquantenari Ricard Opisso                               | Galeria Sicoris       | Barcelona            |